# Shanice
Shanice Lorraine Wilson (* 14. Mai 1973 in Pittsburgh, Pennsylvania) ist eine Grammy-nominierte US-amerikanische R&B-Sängerin. Sie wird normalerweise nur als „Shanice“ bezeichnet. Ihre Single I Love Your Smile wurde Ende 1991 ihr größter Erfolg. Weiterhin hatte sie noch fünf weitere Billboard-Hot-100-Singles wie Saving Forever You im Herbst 1992.

## Leben und Karriere
Geboren und aufgewachsen in Pittsburgh, spielte Shanice Wilson mit acht Jahren zusammen mit Ella Fitzgerald in einer Werbung für Kentucky Fried Chicken. Im Jahr 1983 nahm Shanice bei der neuen US-amerikanischen Fernsehshow Star Search teil. Diese Castingshow gewann sie im Alter von zehn Jahren. Daraufhin wurde A&M Records auf sie aufmerksam und sie erhielt einen Plattenvertrag. Ihr erstes Soloalbum Discovery wurde 1987 durch das Plattenlabel veröffentlicht. Es wurde kein großer Hit, machte sie aber bekannt und brachte ihr eine Nominierung für den besten Newcomer bei „Soul Train“ ein, die jedoch nicht zu einer Auszeichnung führte. 1991 unterschrieb sie einen Plattenvertrag bei Motown Records. Das noch im Herbst desselben Jahres erschienene Album Inner Child beinhaltete neben ihrem Hit I Love Your Smile auch eine Coverversion von Minnie Ripertons Hit Loving You. Dieses Lied und andere wie Fly Away brachten ihre Künste im Koloratursopran zum Vorschein. 1993 spielte sie eine Gastrolle in der TV-Sitcom Alle unter einem Dach.
Nach I Love Your Smile nahm Shanice noch weitere Alben auf wie zum Beispiel 21… Ways to Grow (1994). Obwohl sie mit ihren späteren Alben nicht denselben Erfolg hatte, ist sie als talentierte Sängerin anerkannt und ihre Lieder sind schon auf vielen Soundtracks vertreten. Sie ist auch Hintergrundsängerin für verschiedene Künstler: Unter anderem sang sie die obere Chorstimme auf Toni Braxtons Hit Unbreak My Heart (1996).
Am 14. Februar 2000 heiratete Shanice den Schauspieler und Comedian Flex Alexander, mit dem sie zwei Kinder hat.
Die erste Single des Albums Every Woman Dreams erschien im Juni 2005, das Album selbst kam am 21. Februar 2006 auf den Markt. In der ersten Woche wurden 6000 Exemplare verkauft. Das Album wurde unter ihrem eigenen Plattenlabel Imajah veröffentlicht, das nach ihren Kindern benannt wurde.
Das Lied Undecided (2019) von Chris Brown enthält ein Sampling aus ihrem Lied I Love Your Smile.

## Diskografie

### Alben
| Jahr | Titel             | Höchstplatzierung, Gesamtwochen, AuszeichnungChartplatzierungen (Jahr, Titel, Platzierungen, Wochen, Auszeichnungen, Anmerkungen) | Höchstplatzierung, Gesamtwochen, AuszeichnungChartplatzierungen (Jahr, Titel, Platzierungen, Wochen, Auszeichnungen, Anmerkungen) | Höchstplatzierung, Gesamtwochen, AuszeichnungChartplatzierungen (Jahr, Titel, Platzierungen, Wochen, Auszeichnungen, Anmerkungen) | Höchstplatzierung, Gesamtwochen, AuszeichnungChartplatzierungen (Jahr, Titel, Platzierungen, Wochen, Auszeichnungen, Anmerkungen) | Höchstplatzierung, Gesamtwochen, AuszeichnungChartplatzierungen (Jahr, Titel, Platzierungen, Wochen, Auszeichnungen, Anmerkungen) | Anmerkungen                                             |
| Jahr | Titel             | DE | AT | CH | UK | US | Anmerkungen                                             |
| ---- | ----------------- | --- | --- | --- | --- | --- | ------------------------------------------------------- |
| 1987 | Discovery         | — | — | — | — | US149 (18 Wo.)US | Erstveröffentlichung: September 1987 als Shanice Wilson |
| 1992 | Inner Child       | DE9 (16 Wo.)DE | AT29 (8 Wo.)AT | CH12 (13 Wo.)CH | UK21 (4 Wo.)UK | US83 Gold · (26 Wo.)US | Erstveröffentlichung: 19. November 1991                 |
| 1994 | 21 … Ways to Grow | — | — | — | — | US184 (3 Wo.)US | Erstveröffentlichung: Juni 1994                         |
| 1999 | Shanice           | — | — | — | — | US56 (14 Wo.)US | Erstveröffentlichung: März 1999                         |

### Kompilationen
- 1995: The Remix …
- 1999: Ultimate Collection

### Singles
| Jahr | Titel Album                              | Höchstplatzierung, Gesamtwochen, AuszeichnungChartplatzierungen (Jahr, Titel, Album, Platzierungen, Wochen, Auszeichnungen, Anmerkungen) | Höchstplatzierung, Gesamtwochen, AuszeichnungChartplatzierungen (Jahr, Titel, Album, Platzierungen, Wochen, Auszeichnungen, Anmerkungen) | Höchstplatzierung, Gesamtwochen, AuszeichnungChartplatzierungen (Jahr, Titel, Album, Platzierungen, Wochen, Auszeichnungen, Anmerkungen) | Höchstplatzierung, Gesamtwochen, AuszeichnungChartplatzierungen (Jahr, Titel, Album, Platzierungen, Wochen, Auszeichnungen, Anmerkungen) | Höchstplatzierung, Gesamtwochen, AuszeichnungChartplatzierungen (Jahr, Titel, Album, Platzierungen, Wochen, Auszeichnungen, Anmerkungen) | Anmerkungen                            |
| Jahr | Titel Album                              | DE | AT | CH | UK | US | Anmerkungen                            |
| ---- | ---------------------------------------- | --- | --- | --- | --- | --- | -------------------------------------- |
| 1987 | (Baby Tell Me) Can You Dance Discovery   | — | — | — | — | US50 (13 Wo.)US |                                        |
| 1988 | I’ll Bet She’s Got a Boyfriend Discovery | — | — | — | UK78 (3 Wo.)UK | — | Erstveröffentlichung: 21. August 1988  |
| 1991 | I Love Your Smile Inner Child            | DE2 (25 Wo.)DE | AT6 (12 Wo.)AT | CH3 (21 Wo.)CH | UK2 Silber · (14 Wo.)UK | US2 (26 Wo.)US | Erstveröffentlichung: 22. Oktober 1991 |

Weitere Singles
- 1987: No 1/2 Steppin’
- 1988: The Way You Love Me
- 1992: I'm Cryin
- 1992: Silent Prayer
- 1992: Saving Forever For You
- 1992: Lovin‘ You
- 1994: Somewhere
- 1994: Turn Down the Lights
- 1994: I Wish
- 1995: I Like
- 1999: When I Close My Eyes
- 1999: Yesterday
- 1999: You Need A Man

## Auszeichnungen und Nominierungen
- 1988: Nominierung für den Soul Train Music Award in der Kategorie „Bester Newcomer“
- 1992: Grammy-Award-Nominierung in der Kategorie „Beste R&B-Gesangsperformance – weiblich“ (I Love Your Smile)
- 2005: Special Jahruba Atkinson Award für Musik